# Географія Сейшельських Островів
Сейшельські Острови — східноафриканська острівна країна, що займає архіпелаги поблизу східного узбережжя континенту . Загальна площа країни 455 км² (199-те місце у світі), з яких на суходіл припадає 455 км², а на поверхню внутрішніх вод — 0 км². Площа суходолу країни вдвічі менша за площу території міста Києва. 

## Назва
Офіційна назва — Республіка Сейшельські Острови, Сейшельські Острови, Сейшели (англ. Republic Seychelles, Seychelles). Назва країни походить від назви однойменного архіпелагу. Острови були відкриті португальськими мореплавцями напочатку XVI століття під час подорожей до Індії і названі Сім Сестер, тут чисельник «сім» було вжито на означення великої кількосьті (подібно нашому висловлюванню «з десяток») і не вказує на конкретну кількість, а слово сестер вказує на жіночій рід слова «острів» у португальській мові. 1742 року французький капітан Лоранс Піко за наказом місцевого губернатора Бертрана Франсуа Мае графа де Лабурдонне, обстежив острови і назвав їх на честь губернатора — островами Ла-Бурдоне. Проте вже 1756 року архіпелаг був переназваний на честь Жана Моро де Сешеля, міністра фінансів французького короля Людовика XV у 1754–1756 роках, Островами Сешелля (фр. Sechelles). Ім'я губернатора збереглося за головним островом архіпелагу — Мае. 1794 року архіпелаг захопила Велика Британія і видозмінила його назву на свій манір — Сейшели (англ. Seychelles).

## Географічне положення

Карта Сейшельських Островів від ООН

Порівняння розмірів території Сейшельських Островів та США

Сейшельські Острови — східноафриканська острівна країна, що не має сухопутного державного кордону. Сейшельські Острови омиваються водами західної акваторії Індійського океану. Загальна довжина морського узбережжя 491 км.
Згідно з Конвенцією Організації Об'єднаних Націй з морського права (UNCLOS) 1982 року, протяжність територіальних вод країни встановлено в 12 морських миль (22,2 км). Прилегла зона, що примикає до територіальних вод, в якій держава може здійснювати контроль необхідний для запобігання порушень митних, фіскальних, імміграційних або санітарних законів простягається на 24 морські милі (44,4 км) від узбережжя (стаття 33). Виключна економічна зона встановлена на відстань 200 морських миль (370,4 км) від узбережжя. Континентальний шельф — 200 морських миль (370,4 км) від узбережжя, або до континентальної брівки (стаття 76).

### Час
Час на Сейшельських Островах: UTC+4 (+2 години різниці часу з Києвом).

## Геологія
Сейшели є частиною гранітного Маскаренського плато, яке відкололося від Індійської плити близько 66 млн років тому. Формування рифту пов'язане з гарячою точкою Реюньйон. З її діяльністю пов'язане утворення острова Реюньйон і трапів плато Декан в Індії. Плато загальною площею 43 тис. км² простягнулось на 330 км з північного заходу на південний схід, завширшки 180 км.

### Корисні копалини
Надра Сейшельських Островів не багаті на корисні копалини, розвідані запаси і поклади відсутні.

## Рельєф
Середні висоти — дані відсутні; найнижча точка — рівень вод Індійського океану (0 м); найвища точка — гора Морне-Сейшелос (905 м).

Рельєф Сейшельських Островів
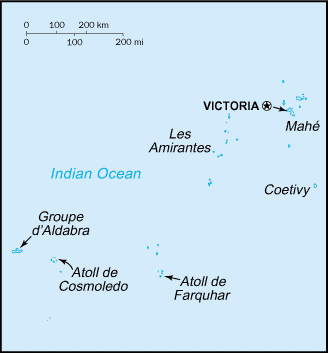
Карта країни (англ.)

### Острови

Карти Сейшелів
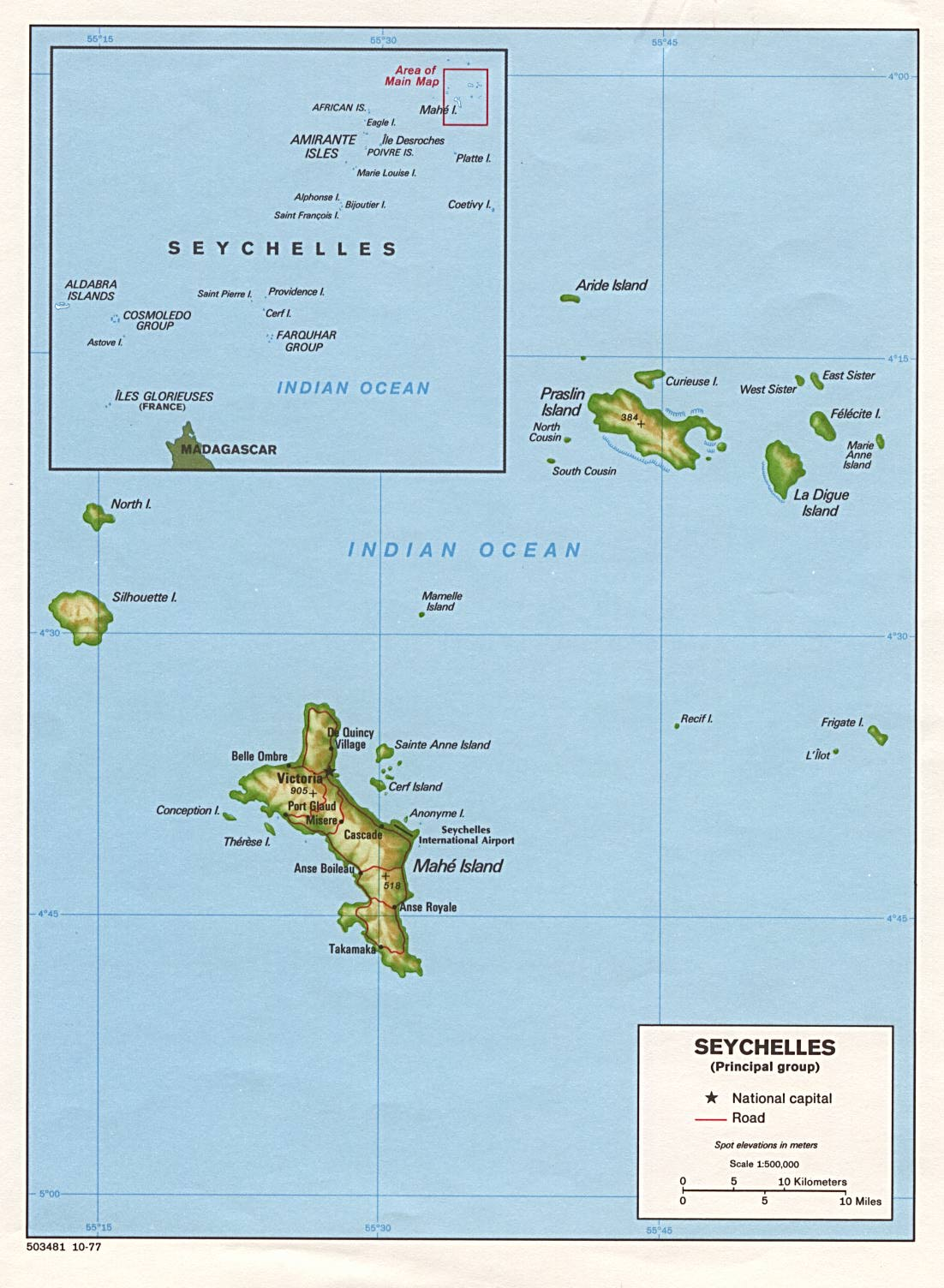
Гранітні Сейшели
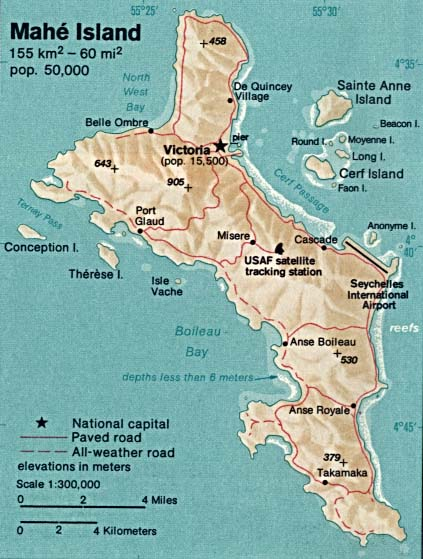
Мае
Праслін
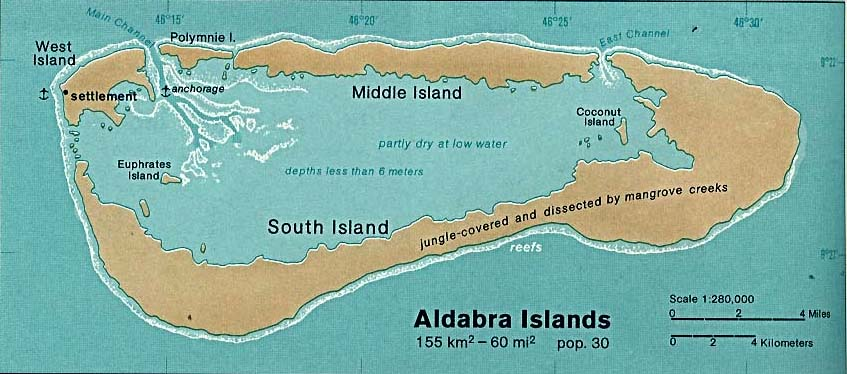
Альдабра
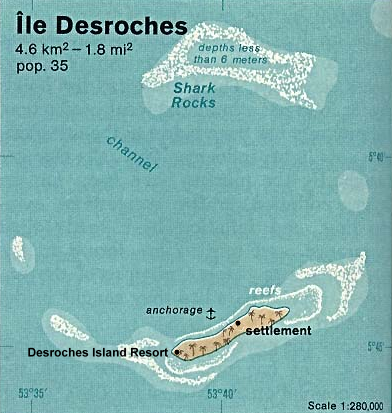
Дерош
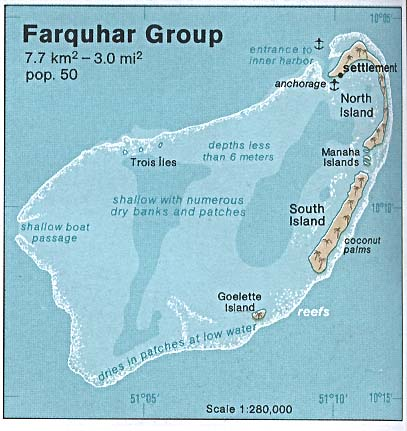
Фаркуар

## Клімат
Територія Сейшельських Островів лежить у субекваторіальному кліматичному поясі. Влітку переважають екваторіальні повітряні маси, взимку — тропічні. Влітку вітри дмуть від, а взимку до екватора. Сезонні амплітуди температури повітря незначні, зимовий період не набагато прохолодніший за літній. Зволоження достатнє, у літньо-осінній період з морів та океанів можуть надходити руйнівні тропічні циклони.

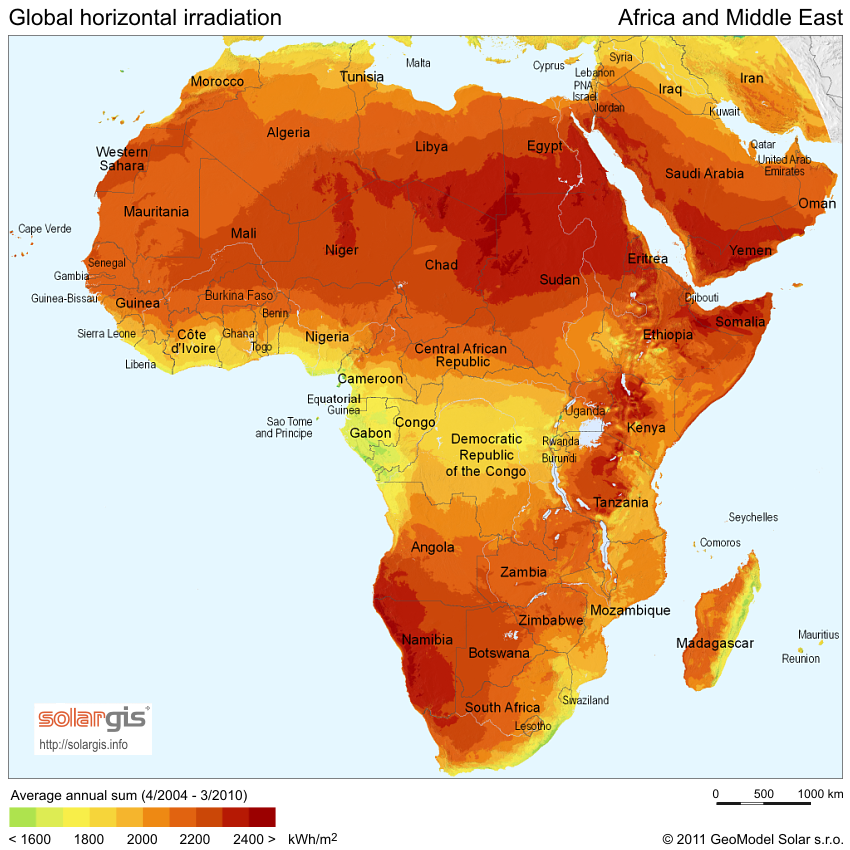
Сонячна радіація (англ.)
Кліматична карта Сейшельських Островів (за Кеппеном)Кліматична карта Сейшельських Островів (за Кеппеном)
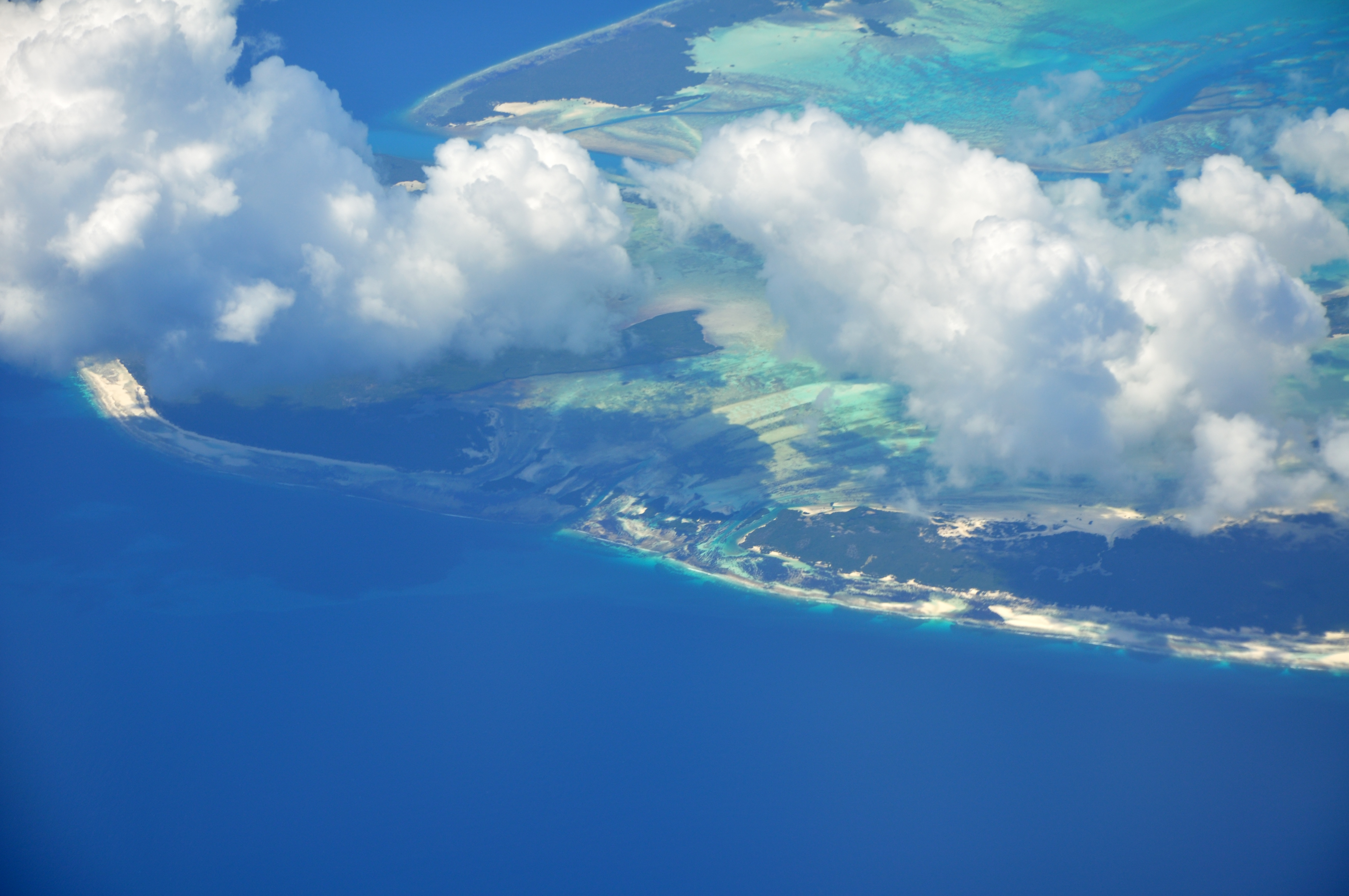
Хмарність над Сейшелами

Сейшельські Острови є членом Всесвітньої метеорологічної організації (WMO), в країні ведуться систематичні спостереження за погодою.

## Внутрішні води
Станом на 2012 рік в країні налічувалось 3 км² зрошуваних земель.

Гідрографічна мережа Сейшельських ОстровівГідрографічна мережа Сейшельських Островів

### Річки
Річки і струмки островів країни належать басейну Індійського океану.

## Рослинність
Через свою тривалу ізоляцію на Сейшельських островах росте ряд унікальних видів, наприклад, кокос-де-мер (Lodoicea maldivica) з найбільшим насінням серед усіх рослин планети.
Земельні ресурси Сейшельських Островів (оцінка 2011 року):
- придатні для сільськогосподарського обробітку землі — 6,5 %,
  - орні землі — 2,2 %,
  - багаторічні насадження — 4,3 %,
  - землі, що постійно використовуються під пасовища — 0 %;
- землі, зайняті лісами і чагарниками — 88,5 %;
- інше — 5 %[1].

## Тваринний світ
Зоогеографічно територія країни належить до Мадагаскарської підобласті Ефіопської області. Через свою тривалу ізоляцію на Сейшельських островах утворилась унікальна ендемічна популяція гігантських сейшельських черепах.

## Охорона природи
Сейшельські Острови є учасником ряду міжнародних угод з охорони навколишнього середовища:
- Конвенції про біологічне різноманіття (CBD),
- Рамкової конвенції ООН про зміну клімату (UNFCCC),
- Кіотського протоколу до Рамкової конвенції,
- Конвенції ООН про боротьбу з опустелюванням (UNCCD),
- Конвенції про міжнародну торгівлю видами дикої фауни і флори, що перебувають під загрозою зникнення (CITES),
- Базельської конвенції протидії транскордонному переміщенню небезпечних відходів,
- Конвенції з міжнародного морського права,
- Лондонської конвенції про запобігання забрудненню моря скиданням відходів,
- Монреальського протоколу з охорони озонового шару,
- Міжнародної конвенції запобігання забрудненню з суден (MARPOL),
- Рамсарської конвенції із захисту водно-болотних угідь[12].

## Стихійні лиха та екологічні проблеми
На території країни спостерігаються небезпечні природні явища і стихійні лиха: нечасті шторми; нечасті посухи.
Серед екологічних проблем варто відзначити:
- дефіцит природних джерел питної води покривається збором дощової води.

## Фізико-географічне районування
У фізико-географічному відношенні територію Сейшельських Островів можна розділити на _ райони, що відрізняються один від одного рельєфом, кліматом, рослинним покривом: .

### Українською
- Атлас світу / голов. ред. І. С. Руденко ; зав. ред. В. В. Радченко ; відп. ред. О. В. Вакуленко. — К. : ДНВП «Картографія», 2005. — 336 с. — ISBN 9666315467.
- Атлас. 7 клас. Географія материків і океанів / Укладачі О. Я. Скуратович, Н. І. Чанцева. — К. : ДНВП «Картографія», 2014.
- Бєлозоров С. Т. Африка : фізико-географічний нарис. — вид. 2-ге, перероб. і доп. — К. : Радянська школа, 1957. — 232 с.
- Барановська О. В. Фізична географія материків і океанів : навч. посіб. для студентів ВНЗ : [у 2 ч.]. — Н. : Ніжинський державний університет ім. Миколи Гоголя, 2013. — 306 с. — ISBN 978-617-527-106-3.
- Африка // Гірничий енциклопедичний словник : [у 3-х тт.] / за ред. В. С. Білецького. — Д. : Східний видавничий дім, 2004. — Т. 3. — 752 с. — ISBN 966-7804-78-X.
- Костів Л. Я. Фізична географія материків і океанів. Африка : навч.-метод. посібник. — Л. : Видавничий центр ЛНУ імені Івана Франка, 2017. — 184 с. — ISBN 978-617-10-0374-3.
- Панасенко Б. Д. Фізична географія материків : навч. посіб. : в 2 ч. — В. : ЕкоБізнесЦентр, 1999. — 200 с.
- Юрківський В. М. Регіональна економічна і соціальна географія. Зарубіжні країни: Підручник. — 2-ге. — К. : Либідь, 2001. — 416 с. — ISBN 966-06-0092-5.

### Англійською
- (англ.) Graham Bateman. The Encyclopedia of World Geography. — Andromeda, 2002. — 288 с. — ISBN 1871869587.

### Російською
- (рос.) Алисов Б. П., Берлин И. А., Михель В. М. Курс климатологии [в 3-х тт.] / под. ред. Е. С. Рубинштейна. — Л. : Гидрометиздат, 1954. — Т. 3. Климаты земного шара. — 320 с.
- (рос.) Апродов В. А. Вулканы. — М. : Мысль, 1982. — 368 с. — (Природа мира)
- (рос.) Апродов В. А. Зоны землетрясений. — М. : Мысль, 2010. — 462 с. — (Природа мира) — ISBN 978-5-244-01122-7.
- (рос.) Сейшельские Острова // Африка: энциклопедический справочник [в 2-х тт.] / гл. ред. А. А. Громыко. — М. : Советская энциклопедия, 1986. — Т. 2. К-Я. — 671 с.
- (рос.) Браун Л. Африка. — М. : Прогресс, 1976. — 288 с. — (Континенты, на которых мы живем)
- (рос.) Букштынов А. Д., Грошев Б. И., Крылов Г. В. Леса. — М. : Мысль, 1981. — 316 с. — (Природа мира)
- (рос.) Власова Т. В. Физическая география материков. С прилегающими частями океанов. Южная Америка, Африка, Австралия и Океания, Антарктида. — 4-е, перераб. — М. : Просвещение, 1986. — 269 с.
- (рос.) Гвоздецкий Н. А., Голубчиков Ю. Н. Горы. — М. : Мысль, 1987. — 400 с. — (Природа мира)
- (рос.) Гвоздецкий Н. А. Карст. — М. : Мысль, 1981. — 214 с. — (Природа мира)
- (рос.) Географический энциклопедический словарь: географические названия / под. ред. А. Ф. Трёшникова. — 2-е изд., доп. — М. : Советская энциклопедия, 1989. — 585 с. — ISBN 5-85270-057-6.
- (рос.) Исаченко А. Г., Шляпников А. А. Ландшафты. — М. : Мысль, 1989. — 504 с. — (Природа мира) — ISBN 5-244-00177-9.
- (рос.) Каплин П. А., Леонтьев О. К., Лукьянова С. А., Никифоров Л. Г. Берега. — М. : Мысль, 1991. — 480 с. — (Природа мира) — ISBN 5-244-00449-2.
- (рос.) Словарь современных географических названий / под общей редакцией акад. В. М. Котлякова. — Екатеринбург : У-Фактория, 2006.
- (рос.) Литвин В. М., Лымарев В. И. Острова. — М. : Мысль, 2010. — 288 с. — (Природа мира) — ISBN 978-5-244-01129-6.
- (рос.) Лобова Е. В., Хабаров А. В. Почвы. — М. : Мысль, 1983. — 304 с. — (Природа мира)
- (рос.) Максаковский В. П. Географическая картина мира. Книга I: Общая характеристика мира. — М. : Дрофа, 2008. — 495 с. — ISBN 978-5-358-05275-8.
- (рос.) Максаковский В. П. Географическая картина мира. Книга II: Региональная характеристика мира. — М. : Дрофа, 2009. — 480 с. — ISBN 978-5-358-06280-1.
- (рос.) Поспелов Е. М. Географические названия мира: Топонимический словарь. — М. : АСТ, 2005.
- (рос.) Сейшельские Острова // Страны Африки. Политико-экономический справочник / ред. В. Солодовников, В. Румянцев. — М. : Издательство политической литературы, 1969. — 318 с.
- (рос.) Физико-географический атлас мира. — М. : Академия наук СССР и Главное управление геодезии и картографии ГУГК СССР, 1964. — 298 с.
- (рос.) Энциклопедия стран мира / глав. ред. Н. А. Симония. — М. : НПО «Экономика» РАН, отделение общественных наук, 2004. — 1319 с. — ISBN 5-282-02318-0.